# Spurius Furius (Konsulartribun 378 v. Chr.)
Spurius Furius war gemäß der antiken Überlieferung römischer Konsulartribun im Jahre 378 v. Chr. in einem vier- oder sechsköpfigen Konsulartribunenkollegium.
Spurius Furius wird in der Überlieferung zum Jahr 378 v. Chr. von Livius mit dem Praenomen „Spurius“ überliefert und von Diodor mit dem Praenomen „Lucius“.  Ob sein Cognomen „Medullinus“ gelautet hat, ist unklar.
Zusammen mit seinem Amtskollegen Marcus Horatius soll Furius ein römisches Heer gegen die volskische Küstengegend bei Antium geführt haben. Näheres ist über sein Konsulartribunat nicht überliefert.